# Route du Carrilet I
La route du Carrilet I : Olot-Gérone est une voie verte de 57 kilomètres qui traverse trois comarques et douze communes à travers les vallées des fleuves Fluvià, Brugent et Ter .

## Histoire
L'ancienne ligne Olot-Gérone, abandonnée en 1969, a été réhabilitée en voie verte depuis les années 1990. Il a une faible pente à partir d'Olot (440 mètres au-dessus du niveau de la mer ) jusqu'à Gérone (70 mètres), le point culminant se trouve au Coll d'en Bas, à 558 mètres. Le parcours, adapté aux piétons et aux vélos, est en très bon état et a été conditionné avec de nouveaux ponts, balustrades et signalisation. 

## Itinéraire
La Route du Carrilet I traverse des lieux d'une grande importance paysagère, écologique et culturelle. Il commence dans la zone volcanique de la Garrotxa et, il suit toujours l'itinéraire de l'ancienne voie ferrée (1911-1969) du train à voie métrique, et il va jusqu'à la vallée du Ter et aux prés de Salt et de Gérone. L'itinéraire qui reliait autrefois la Garrotxa au Gironès permet maintenant de connaître les ressources naturelles de la zone volcanique de la Garrotxa, le château d'Hostoles et les centres urbains d'Anglès, l'ancienne gare restaurée de La Cellera de Ter,  Sant Feliu de Pallerols et Gérone, entre autres. Des espaces tels que les prés de Salt ou de Gérone sont également intégrés à ce parcours, ce circuit passe à côté du Ter dans sa dernière section et permet de constater les avantages des ressources hydrauliques du fleuve.  
À Gérone, le parcours se connecte à la Route du Carrilet II qui va vers Sant Feliu de Guíxols sur la Costa Brava. Le tronçon reliant Sant Joan de les Abadesses à Santa Llúcia de Puigmal via La Vall de Bianya  est toujours en construction. Il existe une alternative via le col de Sentigosa qui culmine au col de Coubet à 1010 mètres.  

## Galerie de photographies

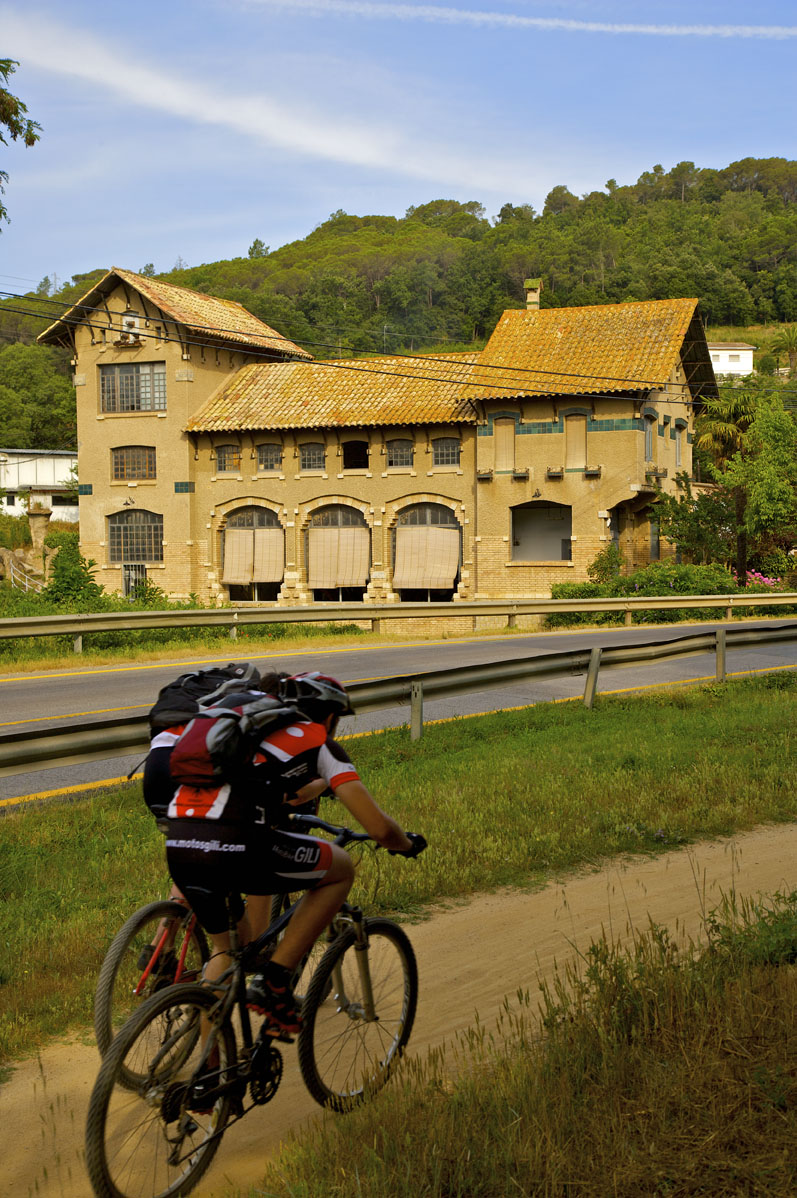
Centrale hydroélectrique de Berenguer, à Bescanó Source: Xevi F. Güell
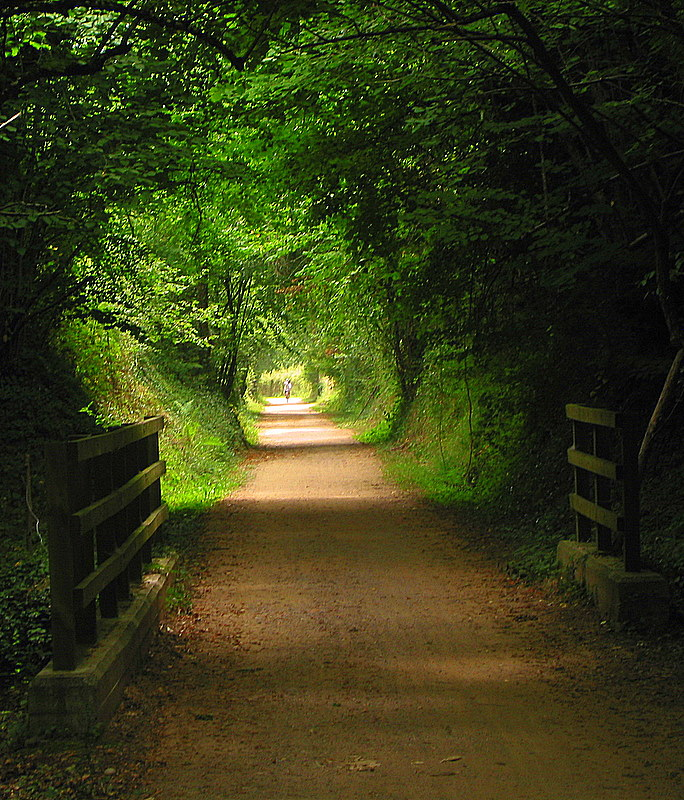
Près d'Olot
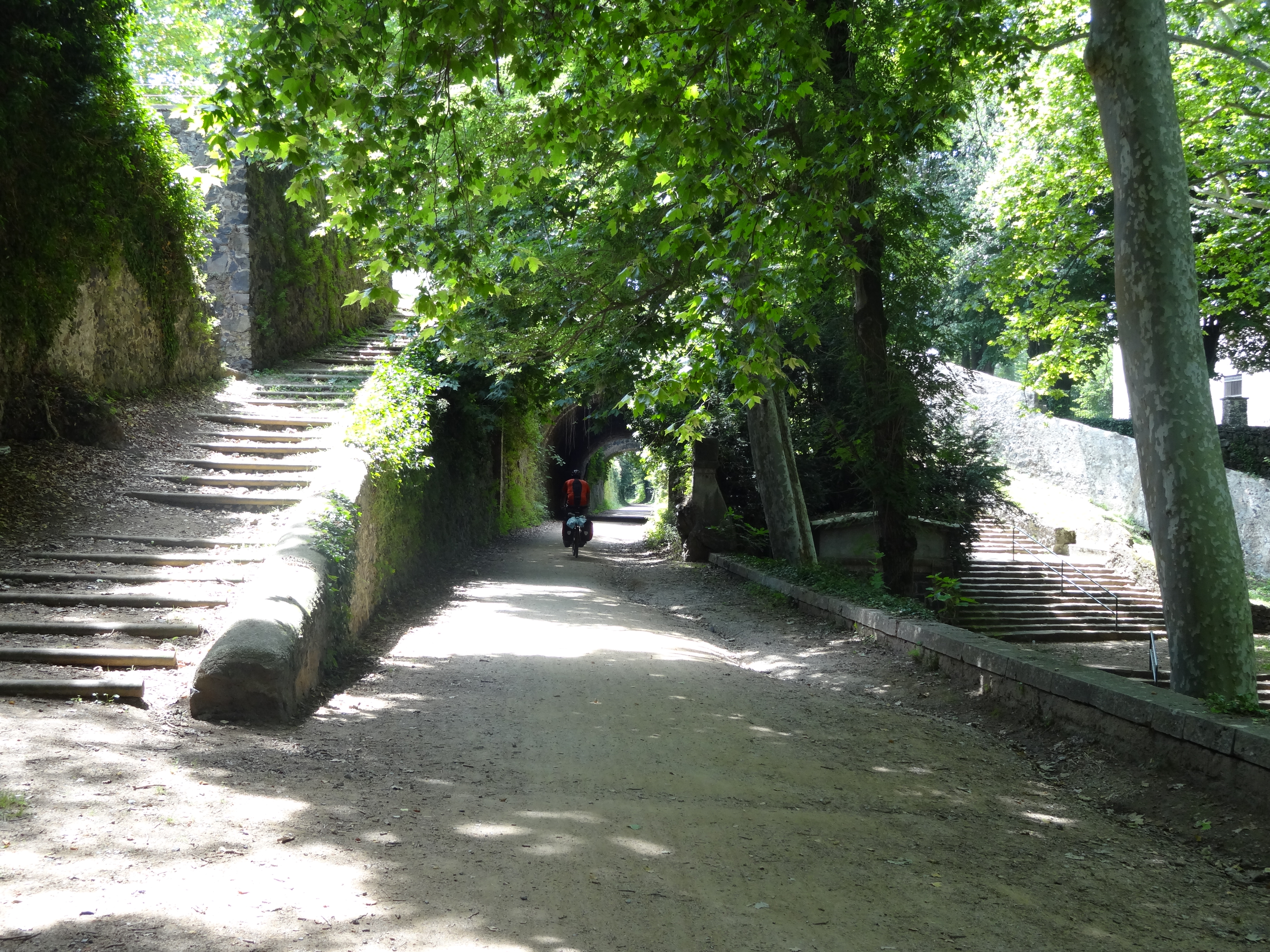
À Olot
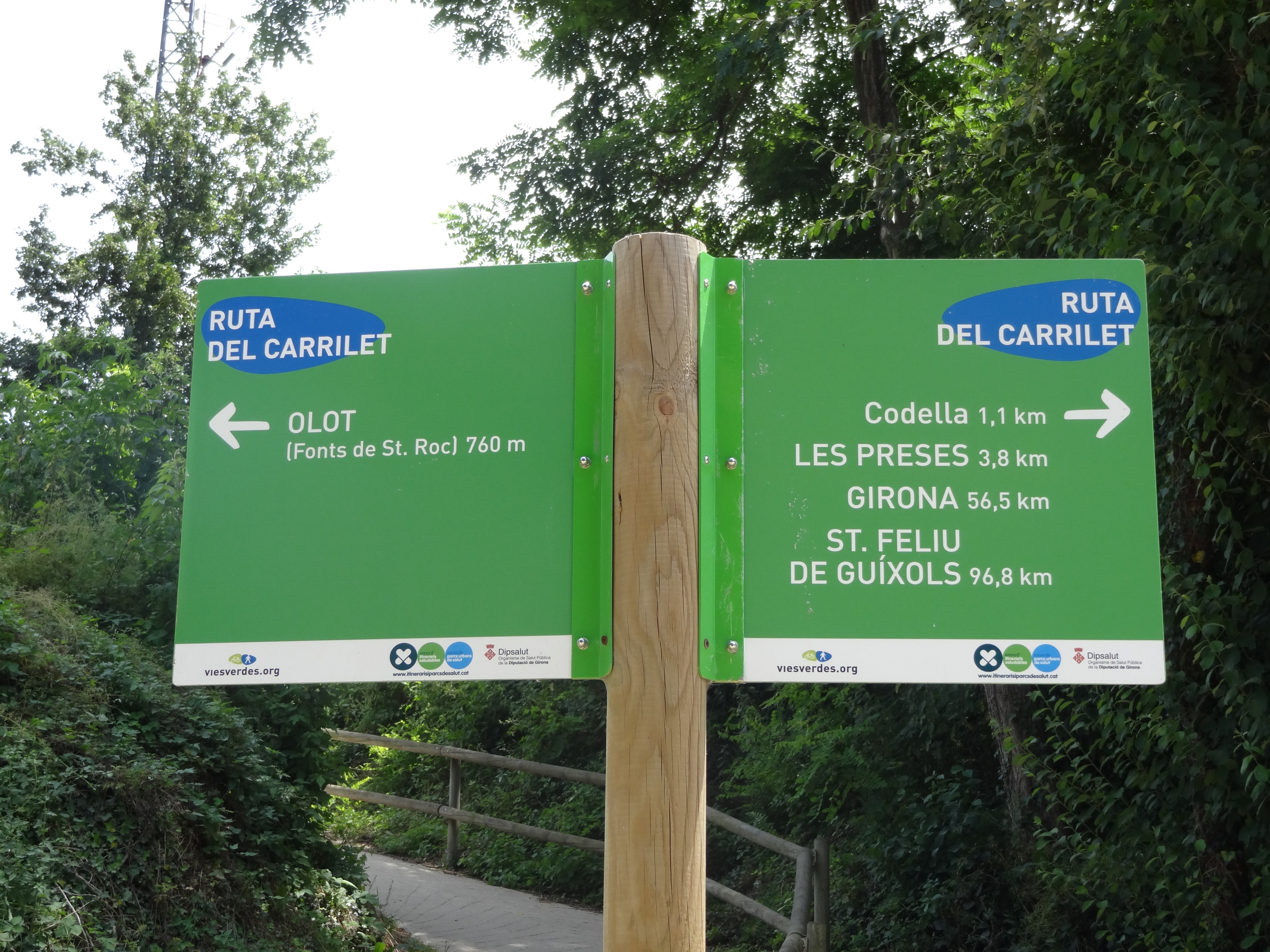
Panneau d'indication